# 三重県立松阪工業高等学校
三重県立松阪工業高等学校（みえけんりつ まつさかこうぎょうこうとうがっこう）は、三重県松阪市殿町に所在する公立の工業高等学校。

## 沿革
- 1902年 - 全国唯一の応用化学専攻の学校として、三重県立工業学校が設立される。
- 1939年 - 機械科が設置される。
- 1948年 - 学制改革で三重県松阪北高等学校となる。全日制課程に普通科、機械科、工業化学科、紡績科、家庭科が、定時制課程に普通科、機械科、工業化学科、商業科が設置される。
- 1952年 - 三重県松阪工業高等学校と改称される。全日制課程に機械科、工業化学科、紡織科が、定時制課程に機械科、工業化学科、普通科、商業科が設置される。
- 1955年 - 三重県立松阪工業高等学校と改称される。
- 1957年 - 自動車科が設置される。
- 1963年 - 紡織科が繊維工業科と改称される。
- 1973年 - 繊維工業科が繊維工学科に改称される。
- 1988年 - 電気工学科が設置される。
- 1991年 - 繊維工学科が繊維デザイン科に改編される。

## 教育組織
次の教育組織がある。
全日制課程
- 工業化学科
- 機械科
- 繊維デザイン科
- 自動車科
- 電気工学科

定時制課程
- 普通科

## 教育方針

### 建学の精神
- 「世に役に立つ真の人材を育成する」

### 教育方針
- これからの産業の進歩発展の推進力となる技術・技能者の養成を目指し、明朗・誠実で実践力のある社会人を育成する。

## 赤壁
1908年（明治41年）築の旧三重県立工業学校製図室が本校の資料室として保存されている。旧三重県立工業学校製図室はハーフティンバー様式を取り入れた木造平屋建切妻造で、木部に赤褐色の塗料が塗られている。周辺の松坂城や御城番屋敷、武家屋敷群とともに歴史的景観を形成するとともに、三重県内に残る数少ない明治期の学校建築として貴重な存在である。1995年（平成7年）12月21日に松阪市指定文化財になり、2001年（平成13年）に整備が行われた。2016年現在、卒業生らから寄贈された写真やノート類、絵画などを展示する資料室として、平日に一般公開を行っている。
三重県立工業学校としての創建当時、実験で用いる硫化水素による壁面の塗料の黒変を防ぐために硫化水銀の朱色塗料を使ったのが起源とされ、当時はすべての校舎が朱色に塗られていた。現存するのは旧製図室のみである。壁面の色から三重県立工業学校は赤壁（せきへき）と呼ばれるようになり、当時の松阪の社会人野球チームが「赤壁クラブ」を名乗るなど住民から親しまれた。また、学校生活を通して知識・技能を身に付け社会に役立つ人材となることを建学の精神とし、それを「赤壁魂」と名付け、校訓に制定している。2016年現在、学校の電子メールアドレスにもsekiheki（赤壁）を用いている。

## 学校行事
- 松工祭（文化祭）

## 生徒会活動・部活動など
バレーボール、弓道、レスリングの強豪校として知られている。

### 運動系クラブ
- 硬式野球部
- バレーボール部
- バスケットボール部
- サッカー部
- テニス部
- 卓球部
- バドミントン部
- 陸上競技部
- 剣道部
- 柔道部
- 弓道部
- レスリング部

### 文化系クラブ
- 吹奏楽部
- 無線部
- 美術部
- 写真部
- 園芸部
- アイデアロボット部
- 生活部
- 開放研部
- M･TEC部
- 工科研究部
- 電気研究部
- コンピュータ部
- 相撲ロボット部
- ソーラーカー・電気自動車部
- 漫画研究部
- 合唱部

### 同好会
- 自動車研究
- 放送
- BMX
- ダンス

## 著名な出身者
- 丹羽保次郎 - 東京電機大学初代学長で、日本電気在職時代にNE式写真電送装置（現在のFaxの原型）を開発した技術者。三重県松阪市名誉市民（第1号）
- サラヤ株式会社（本社：大阪）創業者の更家章太(2015年没）
- 奥田碩 - トヨタ自動車元会長、経団連元会長。松阪北高OB
- 坂口力 - 衆議院議員、元厚生労働大臣
- 上之郷利昭 - ノンフィクション作家
- 柏木隆雄 - 大阪大学文学部教授（フランス文学）
- 桂文我 (4代目) - 落語家
- 前川辰男 - 元四日市市議会議員
- あべ静江 - 歌手（中退後、同じ三重県内にある高田高等学校に入学をし直した）
- 森岡正博 - 競艇選手
- 井口佳典 - 競艇選手
- 斎藤育造 - レスリング選手（ロサンゼルスオリンピックグレコローマン48kg級銅メダル）
- 下村英士 - 元全日本バレーボール選手
- 常松克安 - 政治家、公明党参議院議員